# Модел на сивата кутия
В областта на математиката, статистиката и компютърна симулация, моделът на сивата кутия комбинира частична теоретична структура с данните за завършване на модела. Теоретична структура може да варира от информацията в плавността на резултатите, до модели, които имат нужда само от параметричните стойности от данни или съществуващата литература. Затова почти всички модели са модели на сивата кутия, за разлика от черната кутия, където формата не се предполага, или моделите на бялата кутия, които има чисто теоретичен характер. Някои модели предполагат специална форма, като линейна регресия или на невронни мрежи. Те имат специални методи за анализ. По-специално методите на линейна регресия, са много по-ефективни, отколкото повечето нелинейни методи. Моделът може да е податлив или стохастичен (т.е. съдържащи случайни компоненти), в зависимост от планираното използване.

## Форма на модела
Общия случай е нелинеен модел с частична теоретична структура и непознати части, производни от данни. Модели с различна теоретичната структура трябва да бъдат оценявани поотделно, вероятно с помощта на алгоритъм за симулиране на закаляване и генетични алгоритми.
По-специално, структурата на модели, опции или променлив параметър отношения може да трябва да бъдат намерени. За конкретна структура може да се предположи, че данните се състоят от групи „хранителни“ вектори f, вектори-продукти nи вектори, които управляват случаите c. Обикновено c ще съдържа стойности, извлечени от f, и други. В много случаи моделът може да се трансформира във функция на формата:
м(f,p,q)
къде векторната функция на м дава грешките между данните p и прогнозите на модела. Вектор q дава няколко променливи параметъра, които са непознатите части на модела.
Параметрите Q варират с условията на работа с , за да бъдат определени. Това отношение може да се определи и като q = Ac , където A е матрица на неизвестни коефициенти, и с като в линейна регресия включва постоянен срок и вероятно преобразувани стойности на оригиналните условия за получаване на нелинейни отношения между оригиналните условия и q. След това е въпрос на избор, кои периоди в A не са нула и възлагане на техните стойности. Завършването на модела става оптимизационен проблем, за да определят ненулеви стойности на А, което свежда до минимум грешки, m(f,p,Ac) на данните.

## Завършване на модели
След като изборът на ненулеви стойности е направен, останалите коефициенти в А могат да бъдат определени чрез свеждане до минимум на m(f,p,Ac) на данните, с внимание към ненулевите стойности на А, обикновено от нелинейни последни квадрати. Избор на ненулеви условия може да бъде направен с помощта на техники за оптимизация, като имитация на закаляване и еволюционни алгоритми. Също така, нелинейни на най-малките квадрати може да се гарантира точността на оценки за елементите на а, които могат да бъдат използвани, за да се определи дали те са значително по-различни от нула, като по този начин метод се осигурява метод на избор на термини.
Понякога може да се изчисли стойността на q за всеки набор от данни, пряко или с метод на нелинейни на малки квадрати. Тогава по-ефективната линейна регресия може да се използва за прогнозиране q , като се използват с , като по този начин да се изберете ненулевите стойности в А и да се оценят техните стойности. След като ненулевите стойности са открити нелинейните малки квадрати могат да бъдат използвани в оригиналния модел m(f,p,Ac) за изясняване на тези стойности.
Третият начин е модел инверсия, който превръща нелинейната m(f,p,Ac) в приблизителна линейна форма в елемента на A, които могат да бъдат разгледани, като се използва ефективен стратегически избор и оценка на линейната регресия. За по-лесения случай, когато има едно q стойността (q = aТc) и оценка на q* на q. Когато сложим dq = a−* дава
m(f,p,aTc) = m(f,p,q* + dq) ≈ m(f,p.q*) + dq m’(f,p,q*) = m(f,p.q*) + (aTc − q*) m’(f,p,q*)
така че  aТ сега в линейно положение с всички останали известни условия, и по този начин, могат да бъдат анализирани с помощта на техниката на линейна регресия . За повече от един параметър методът се разширява в по-пряк начин. Като проверите, че моделът е подобрен този процес може да се повтаря до сближаване. Предимството на този подход се състои в това, че параметъра q не се нуждае от настройки, за да има възможност да бъде решен от индивидуален набор от данни и линейната регресия е на оригиналния изход за грешки.

## Модел за проверка
Когато има достатъчно данни, разделение на данните в отделни моделни конструкции и сетове, и една или две оценки са препоръчани. Това може да се повтори като се използват няколко варианти на конструкции за инсталиране и средните произтичащите модели, или да се използват за оценка на прогнозиращи различия.
Статистически тестове, като хи-квадрат върху остатъците не е особено удобно. Тестът на Хи-квадратът изисква известно стандартно отклонение, което рядко се срещат в продажба, а провалилите се тестове не дават никаква представа за това, как да се подобри модел.
В опит да се предскажат остатъците м(, ) с условията на експлоатация с и с помощта на линейна регресия показват, дали остатъците могат да бъдат предсказани. Остатъците, които не могат да бъдат предвидени, предлагат малък проспект на подобряване на модела, като се използват настоящите операционни условия. Условията, които предсказват остатъците са проспективни условия за добавяне в модела за подобряване на представлението му.
Техниката на обръщане на модела може да бъде използван като модел на изключване или моделът може да бъде подобрен. В този случай селекцията на ненулеви условия не е важна и линеините предсказания могат да бъдат направени, като се използват важните eigenvectors на regression matrix. Стойностите на А определени по този начин, трябва да бъдат заменени с нелинейни модели за оценка на подобренията в грешките на модела.отсъствието на значителни подобрения индакира данните, които са на разположение, не са способни да подобрят настоящата форма на модела, като се използват подчертани параметри. Допълнителни параметри могат да бъдат вмъкнати в модела, за да направят този тест по-подробен.